# Landhaus Louisenthal
Das  Landhaus Louisenthal, auch Landhaus Möller, befindet sich in Bremen, Stadtteil Horn-Lehe, Ortsteil Lehe, Leher Heerstraße 105. Es entstand um 1815. In dem Haus ist heute das Ortsamt Horn-Lehe
Das Gebäude steht seit 1973 unter Bremer Denkmalschutz.

## Geschichte
Das Vorwerk Lehe war im 18. Jahrhundert Eigentum des Bremer Ratsgeschlechts Schöne. Um 1800 erwarb der bedeutende Bremer Bürgermeister Georg Gröning (1745–1825) das Areal. 
Das ein- und zweigeschossige verputzte Landhaus mit einem Satteldach wurde um 1815 in der Epoche des Klassizismus für Bürgermeister Gröning gebaut. Prägend ist der dreiachsige Portikus mit ionischen Säulenkapitellen im Erdgeschoss und Figurensäulen im Obergeschoss. Im Tympanon des Giebeldreiecks befindet sich ein Figurenschmuck. Einige in die Wände eingelassene Medaillons und alte Säulenköpfe im Inneren blieben erhalten. 
Nach 1825 gab es für kurze Zeit verschiedene Eigentümer, die das Landgut erweiterten. Der Gastwirt Johann Hinrich Poggenburg bewirtschaftete ab etwa 1827 im Haus ein Kaffee- und Weinlokal. 1833 wurde es eine „Pensionsanstalt“ für schwererziehbare Kinder. 1868 erwarb es der Bremer Kaufmann Friedrich Ludwig Möller (Landhaus Möller in der Leh). Vermutlich fand dann ein Umbau statt, bei dem das ehemalige Fachwerkgebäude mit einer klassizistischen Fassade ausgestattet wurde. Nach weiteren Wechseln der Eigentümer war in dem Haus ein Kinderheim untergebracht. 1952 kaufte der Landwirt, Milchbauer und Senator (CDU)  Andree Bölken (1901–1965) das Anwesen (Senator-Bölken-Hof). Die Fachwerkscheune links neben dem Landhaus wurde um 1960 (?) abgerissen. Das Haus diente nach Umbauten ab 1958 als Hotel, das von 1980 bis 2006 Reinhard Traue führte.
Der Discounter Aldi kaufte schließlich 2007 ein großes Areal mit dem Landhaus und baute darauf eine Filiale. Das historische Gebäude wurde umfassend nach Plänen von Manfred Schomers und Rainer Schürmann saniert; die Fassade konnte gerettet werden, während im Inneren fast alles neu gebaut wurde. Es dient seit 2014 als Ortsamt Horn-Lehe. Im Ortsamt finden auch Ausstellungen und Veranstaltungen statt.
Das Landesamt für Denkmalpflege Bremen (Georg Skalecki) bezeichnete „[…] die Hauptfassade mit Portikus und Figuren als das Prägende des Hauses […] und für das historische Stadtbild wichtig.“